# Bloodvein River
För flygplatsen vid flodens mynning, se Bloodvein River Airport.
Bloodvein River är en flod i provinserna Manitoba och Ontario i Kanada. Flodens längd är 306 kilometer. Den har sin källor i västra Ontario och rinner huvudsakligen västerut till mynningen i Winnipegsjön i Manitoba.  Den del av Bloodvein River som ligger i Manitoba skyddades 1987 genom Canadian Heritage Rivers System, och sedan 1998 har även resten av floden samma skydd.